# Stoenești (okręg Vâlcea)
Stoenești – wieś w Rumunii, w okręgu Vâlcea, w gminie Berislăvești. W 2011 roku liczyła 358 mieszkańców.